# Прешель, Андреас
Андреас Прешель (нем. Andreas Preschel; род. 1 февраля 1961, Шверин) — немецкий дзюдоист, чемпион и призёр чемпионатов ГДР, призёр чемпионата Европы, чемпион мира.

## Карьера
Выступал в полутяжёлой (до 95 кг) весовой категории. Чемпион (1983 и 1985 годы), серебряный (1982) и бронзовый призёр (1980, 1981) чемпионатов ГДР. Победитель и призёр престижных международных турниров. В 1983 году выиграл золотую медаль на чемпионате мира в Москве. В 1985 году стал бронзовым призёром чемпионата Европы в Хамаре (Норвегия).